# Cassius Parmensis
Cassius Parmensis (i. e. 1. század) római államférfi, író, költő
Részt vett Iulius Caesar megölésében, majd az ázsiai partokon Cassius hajóhada egy részének volt a parancsnoka i. e. 43-ban. A philippi csata után Szicíliába ment az ifjabb Pompeiushoz, i. e. 36-ban pedig Antoniushoz pártolt, akivel részt vett az actiumi csatában. Kevéssel a csata után Augustus, akit egy gyalázó levéllel megsértett, i. e. 31-ben megölette. Foglalkozott a költészettel is, különösen epigrammáit és elégiáit dicsérték. Említik még leveleit, valamint „Thyester" és „Brutus" című tragédiáit is. Munkái nem maradtak fenn, életéhez legfőbb forrásunk Velleius Paterculus.